# Rogač (ruralna kulturno-povijesna cjelina)
Ruralna cjelina Grubišići, ruralna kulturno-povijesna cjelina unutar područja današnjeg mjesta Rogača na Šolti.

## Povijest
Rogač je raščlanjena uvala po sredini sjeverne obale otoka, nastala kao luka naselja Grohota. U dnu uvale orijentirane na istok, sagrađena je prva aglomeracija gospodarskih prizemnica. Branio ih je čvrst dvokatni barokni kaštel puškarnicama na pročelju. Na suprotnoj strani luke podignuta je kažela za dezinfekciju brodova i skladište mreža. Uz žalo po sredini uvale odakle polazi put prema Grohotama, podignuta je tijekom 19. St., crkva sv. Tereze Avilske. Starije kuće građene su na tradicijski način a kuće iz 19. st. imaju tragove klasicizma u rasporedu otvora i ukrasima. Pučke kuće u najstarijoj jezgri imaju zajedno s kaštelom svoju povijesno-graditeljsku vrijednost, a borova šuma koja okružuje izgrađeni dio uvale uklapa se u autentičnu prirodnu i ambijentalnu vrijednost naselja.

## Zaštita
Pod oznakom Z-5696 zavedena je kao nepokretno kulturno dobro - kulturno-povijesna cjelina, pravna statusa zaštićena kulturnog dobra, klasificirano kao "kulturno-povijesna cjelina".